# Aethiophysa dualis
Aethiophysa dualis là một loài bướm đêm trong họ Crambidae.